# محوطه پاروگه بانی پاریاب
محوطه پاروگه بانی پاریاب در شهرستان ثلاث باباجانی، بخش مرکزی، روستای بانی پاریاب واقع شده و این اثر در تاریخ ۴ خرداد ۱۳۸۴ با شمارهٔ ثبت ۱۱۸۰۰ به‌عنوان یکی از آثار ملی ایران به ثبت رسیده است.